# دشاون توماس
دشاون توماس (انگلیسی: Deshaun Thomas؛ زادهٔ ۲۹ اوت ۱۹۹۱) بازیکن بسکتبال اهل ایالات متحده آمریکا است.
از باشگاه‌هایی که در آن بازی کرده‌است می‌توان به باشگاه بسکتبال بارسلونا و آستین توروس اشاره کرد.